# Gorbaczi (rejon krasninski)
Gorbaczi (ros. Горбачи) – wieś (ros. деревня, trb. dieriewnia) w zachodniej Rosji, w osiedlu wiejskim Mierlinskoje rejonu krasninskiego w obwodzie smoleńskim.

## Geografia
Miejscowość położona jest w pobliżu Dniepru, 7 km od drogi federalnej R135 (Smoleńsk – Krasnyj – Gusino), 10,5 km od centrum administracyjnego osiedla wiejskiego (Mierlino), 17,5 km od centrum administracyjnego rejonu (Krasnyj), 31,5 km od Smoleńska, 7 km od najbliższego przystanku kolejowego (Wielino).
W granicach miejscowości znajduje się ulica Tienistaja.

## Demografia
W 2010 r. miejscowość nie posiadała mieszkańców.